# 루고 여공작 인판타 엘레나
루고 여공작 인판타 엘레나(스페인어: Elena María Isabel Dominica de Silos de Borbón y de Grecia, 1963년 12월 20일 ~ )는 스페인의 후안 카를로스 1세 국왕과 그의 왕비 그리스와 덴마크의 소피아의 첫째 딸이다. 스페인 귀족 출신인 하이메 데 마리차라르와 결혼했으나 스페인 왕실 사상 최초로 이혼하였다. 그녀의 동생들로는 스페인 인판타 크리스티나와 펠리페 6세가 있다. 인판타 엘레나는 스페인 왕실을 대표 자격으로 독일, 영국, 미국, 아르헨티나, 일본, 페루, 필리핀 등을 방문하여 많은 공식 행사에 참석하였다.